# Gurmazovo
Gurmazovo (bulgariska: Гурмазово) är ett distrikt i Bulgarien.   Det ligger i kommunen Obsjtina Bozjurisjte och regionen Sofijska oblast, i den västra delen av landet, 13 km väster om huvudstaden Sofia.
Runt Gurmazovo är det i huvudsak tätbebyggt. Runt Gurmazovo är det tätbefolkat, med 849 invånare per kvadratkilometer.